# Japanese Society for Rights of Authors, Composers and Publishers

A JASRAC logója

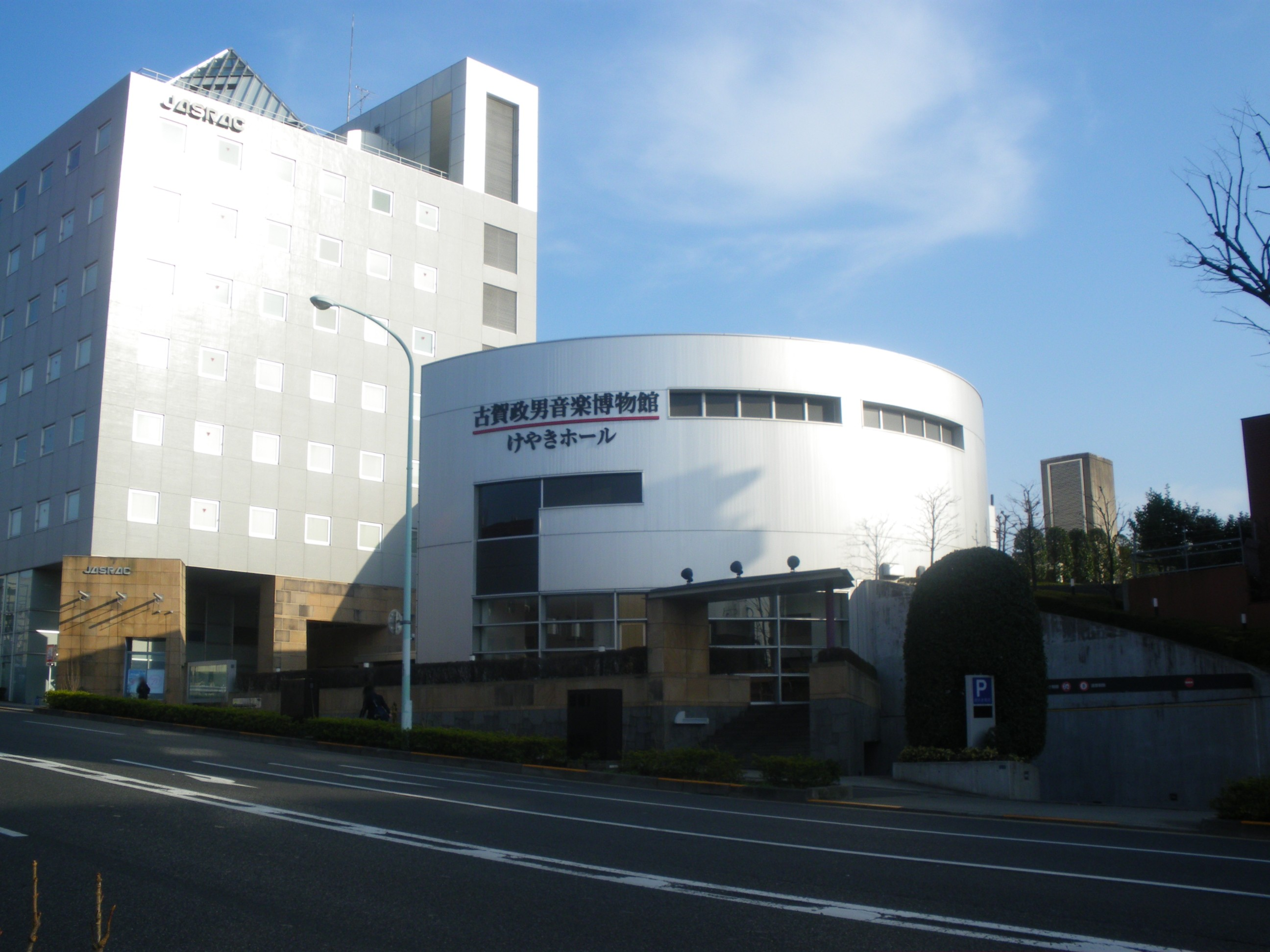
A JASRAC székhelye (balra) és Koga Maszao zeneszerző emlékmúzeuma (jobbra)

A Japanese Society for Rights of Authors, Composers and Publishers (社団法人日本音楽著作権協会; Hepburn: Shadanhōjin Nihon Ongaku Chosakuken Kyōkai) vagy ahogy gyakran rövidítik a JASRAC (ジャスラック; Hepburn: Jasurakku) egy japán közös jogkezelő szervezet, melyet 1939-ben nonprofit szervezetként alapítottak, s mára a legnagyobb zenei jogvédő szervezetté nőtte ki magát a szigetországban.
2006-ban a JASRAC jogi eljárásban kezdeményezte közel 30 000 videó törlését a YouTube videomegosztó portálról, mivel azok megsértették a Sony Music Entertainment Japan, az Avex Group, a Pony Canyon, a JVC Victor, a Warner Japan, a Toy’s Factory vagy a Universal Japan jogait.
2008 áprilisában a méltányos kereskedelmei bizottság tisztviselői rajtaütöttek a szervezet tokiói székhelyén a japán monopóliumellenes törvény megszegésének gyanújával. 2009 februárjában a bizottság kimondta, hogy a JASRAC megakadályozza más cégek szerzői jogdíj beszedése és kezelése iránti törekvéseiket, majd úgy határozott, hogy a cégnek fel kell hagynia a mindenre kiterjedő illeték rendszerével. E rendszer szerint a rádió és televízió állomások a JASRAC által kezelt zeneszámokat korlátlanul használhatták az éves bevételük 1,5%-ának fejében.